# 郝季厚
郝季厚（1906年11月—1984年12月17日），男，直隶安新人，中国水利工程专家，宁夏回族自治区科学技术协会原主席，宁夏水利学会原理事长。

## 生平
1906年11月（一说6月）生于直隶省安州新安县。1933年毕业于国立北洋工学院土木系。后在陕西省工作，曾参加泾惠渠、洛惠渠等水利工程设计施工。1949年7月，任陕西省建设厅水利局代理局长。1950年调至宁夏省，历任省水利局设计室主任，银川水利分局副局长等职。文化大革命期间被打成“反动技术权威”，遭到批判和迫害。后任宁夏回族自治区水利局副局长、副总工程师。1980年，任自治区科协主席。1984年12月17日在任内逝世。